# Давид с головой Голиафа перед Саулом
«Давид с головой Голиафа перед Саулом» — картина голландского художника Рембрандта Харменса ван Рейна, созданная в 1627 году или раньше.

## Описание
Картина в целом написана грубыми, эскизными мазками. Саул, первый царь израильтян, стоит в центре картины. Он одет в жёлтую мантию, богато отделанную парчой, поверх которой накинут длинный плащ из того же материала, длинный шлейф которого держат два пажа. Поверх халата на нем белый, синий и желтый узорчатый эфод, а на голове — белый тюрбан с жёлтыми и красными аппликациями и пером. Саул изображён в профиль, лицом вправо, его правая рука слегка откинута назад, а левая покоится на руке Самуила. По всей видимости, он обращается к Самуилу или Давиду.
Давид стоит на коленях напротив Саула, лицом к царю, с головой убитого Голиафа в руках. Давид одет в короткую серо-голубую мантию поверх белой рубашки, выступающей у воротника и верхней части левого рукава. Поверх халата он несёт светло-серую заплечную сумку. Вероятно, это пастушья сумка, в которой он ранее носил камни для противостояния Голиафу (1 Цар. 17:37-40). Давид держит в руках серую ткань, на которой лежит голова Голиафа, едва различимая на картине.
Позади Давида, частично скрытый им, стоит человек в роскошном розовом плаще, отделанном парчой, голова которого покрыта ярким, пестрым тюрбаном с перьями, слегка наклонившись вперед, и смотрит на голову Голиафа. Это полководец Саула Авенир, который держит в правой руке огромный, непомерно большой меч Голиафа. Между Авениром и Саулом стоит старик с редеющей седой копной волос и длинной белой бородой, наклонившись далеко вперед. На нём светло-голубой плащ с белым узором и широкий светлый воротник, возможно, меховой. Вероятно, эта фигура изображает пророка Самуила.
Левую четверть картины занимает всадник на довольно крупнокостном сером коне, изображённый сзади справа. Всадник одет в замысловатый синий халат с желто-коричневым узором и тюрбан из перьев того же цвета. Он обут в кожаные сапоги и несёт на спине колчан со стрелами. На левом боку видна рукоять меча, а перед правой ногой из серых ножен торчит лук. Всадник повёрнут немного вправо и наблюдает за происходящим. Вероятно, это сын Саула Ионафан, который впоследствии станет близким другом Давида.

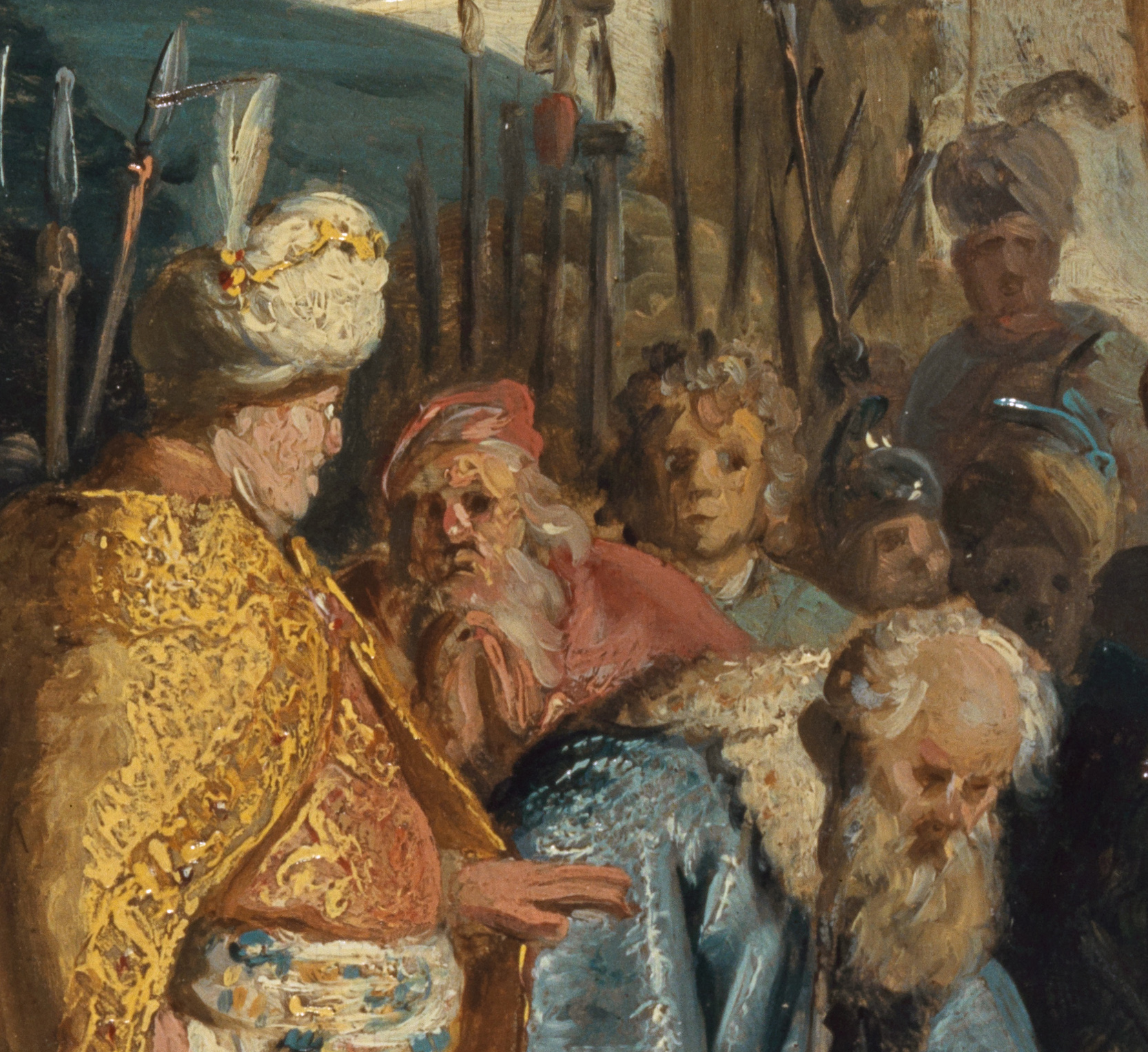
Деталь, возможный автопортрет в центре

На правом краю картины на переднем плане в тени спиной к зрителю сидит солдат. Копье, которое, вероятно, принадлежит ему, лежит на земле, его наконечник направлен в сторону собаки на переднем плане. Позади сидящего воина, также в тени и лицом к сцене с Саулом и Давидом, стоит закованный в броню воин в тюрбане с перьями и с копьем. На картине изображено ещё более 15 второстепенных фигур. Юноша справа от старика очень похож на автопортреты, которые Рембрандт вставил в несколько своих исторических картин в конце 1620-х годов. Многочисленные копья, возвышающиеся на заднем плане, подчеркивают впечатление, что здесь собралось большое количество воинов. Ещё две серые лошади частично изображены на правом среднем и заднем планах.
На переднем плане слева — какие-то растения, в центре — белая собака среднего размера с тёмными пятнами и золотисто-желтым ошейником, которая лает на голову Голиафа. На фоне пасмурного неба, окрашенного в разные оттенки серого, стоит тёмная серо-голубая армейская палатка с шарообразным верхом. Справа от него на заднем плане стоит солдат с копьем перед шестом, к которому прикреплен навес. Сооружение, очевидно, возведено на камнях и производит впечатление укрытия для сторожевого поста. Вся сцена освещена сверху справа, причём главные фигуры выделяются над остальными за счёт падающего света и их колорита.
В центре нижнего края картины находится картуш, написанный тонким коричневым контуром. Картина надписана тем же цветом отдельными буквами RH. 1627 монограммой и датой того же цвета. Горизонтальный штрих буквы H не очень хорошо различим. Подпись отличается от других подписей 1627 года, выполненных скорописью. Однако по перспективному исполнению она похожа на подписи 1626 года, такие как «Товия подозревает свою жену в краже» и «Крещение евнуха».
Картина размером написана масляными красками на дубовой панели с горизонтальной текстурой. Подставка состоит из одной доски толщиной около 5 миллиметров. На левом краю, на расстоянии 12,8 см от нижнего края, имеется трещина длиной около девяти сантиметров. Задняя часть доски скошена сверху и с обеих сторон. Отсутствие скоса по нижнему краю, а также размер панно свидетельствуют об уменьшении размера. Обычный размер планшета составлял 31,3 × 41,7 см. Картина, вероятно, была написана на уже уменьшенной панели.
Красочный слой очень хорошо сохранился, лишь на нескольких белых участках видны мелкие кракелюры. На рентгеновском снимке можно различить более раннюю роспись панели; на изображении, повёрнутом по часовой стрелке на 90 градусов, виден плечевой элемент юноши с головным убором, похожим на тюрбан. Поскольку мазки кисти не различимы, первая роспись, вероятно, была отшлифована перед нанесением новой грунтовки или новой росписи. Тонко прорисованные части сидящего солдата на правом переднем плане и некоторые другие части картины имеют коричневато-жёлтый цвет. Это может быть оригинальный подмалевок, появившийся в результате совпадения тонких слоев краски на обеих картинах, но может быть и вторым подмалевком, нанесённым на первую картину.

## Библейский сюжет
Первая книга Самуила в еврейском Танахе и Ветхом Завете рассказывает историю Израиля, начиная с просьбы пророчицы Ханны о рождении сына и рождения сына Самуила и заканчивая избранием Саула царём, соперничеством между Саулом и Давидом, которого благоволил Бог, и самоубийством Саула и гибелью его сыновей в битве с филистимлянами. На картине изображена сцена после того, как Давид с помощью пращи победил филистимлянина Голиафа и обезглавил его. Он возвращается в Иерусалим с головой Голиафа в руке и принимается военачальником Авениром. С головой Голиафа он преклоняет колени перед Саулом. Тот спрашивает его о происхождении, и Давид оказывается сыном Иессея из Вифлеема, к которому восходит мотив корня Иессеева. То, что пророк Самуил изображён между Саулом и Давидом, противоречит библейской традиции. Согласно ей, Самуил больше не видел Саула после того, как тот в его присутствии убил Агага, царя амаликитян. Однако в Библии также упоминается повторная встреча Самуила и Саула в другом контексте (1 Цар. 19:23-24). Эту сцену, нарисованную Рембрандтом, следует отличать от триумфального возвращения Давида в Иерусалим, которое изображено в следующей главе первой книги Самуила (1 Цар 18:1-9). В христианском искусстве триумфальное возвращение домой изображается гораздо чаще, чем передача головы Голиафа.

## Художественно-историческая классификация
С 1620 по 1624 год Рембрандт в течение трёх с половиной лет обучался у лейденского художника Якоба ван Сваненбурга, известного своими изображениями ада. Вероятно, именно у него Рембрандт научился играть со светом и тенью, что находит отражение в освещении сцены лучом света и фигурах в тени. В 1624 году Рембрандт в течение шести месяцев учился у Питера Ластмана в Амстердаме. Вместе с «Избиением Святого Стефана» и «Лейденской исторической картиной» в 1625 и 1626 годах Рембрандт создал две большие картины, которые во многом схожи с эскизом маслом «Давид и голова Голиафа». В этот период Рембрандт работал вместе с Яном Ливенсом в общей студии в Лейдене.
Картина «Давид с головой Голиафа перед Саулом» с её эскизным, грубым исполнением стоит совершенно особняком в раннем творчестве Рембрандта. Курт Баух отверг возможность того, что картина является черновиком или эскизом, из-за подписи и датировки. Однако «Исследовательский проект Рембрандт» указывает на сходство композиции и исполнения фигур с «Избиением Святого Стефана» и исторической картины с автопортретом художника. Можно предположить, что эскиз маслом послужил черновиком для сравнительно большой картины. Возможно также, что все три картины связаны между собой, и тогда Рембрандт добавил бы свою монограмму и дату 1627 года только во время предстоящей продажи картины.
Ранние работы Рембрандта с религиозными или историческими мотивами выражают его желание стать великим историческим живописцем. В них, как правило, чётко прослеживаются его образцы для подражания. Голландские искусствоведы Вильгельм Мартин и Бен Броос считают, что картина «Кориолан и римские матери» в Тринити-колледже в Дублине, написанная в 1622 году учителем Рембрандта Питером Ластманом, является моделью для картины «Давид, вручающий голову Голиафа царю Саулу». Это подтверждают большой шатер слева на заднем плане и множество других деталей, таких как всадник на левом краю картины, фигура спиной к зрителю на правом краю или армия, изображённая при помощи многочисленных копий. Кроме того, можно обнаружить явные параллели с гравюрой «Поклонение волхвов» Лукаса Ворстермана Старшего, выполненной по мотивам Питера Пауля Рубенса в 1621 году. Эта гравюра существует в анонимном подражании, которое Рембрандт использовал в качестве модели для «Давида с головой Голиафа перед Саулом» и в 1631 году для «Автопортрета в восточном платье с пуделем». В своей работе об иконографии исторических картин Рембрандта Кристиан Тюмпель привёл в качестве дополнительного источника вдохновения гравюру Маартена ван Хеемскерка, на которой дружба Давида и Ионафана изображена на втором плане.
В первом издании полного списка работ Рембрандта члены «Исследовательского проекта Рембрандт» (RRP) трактуют изображённую сцену гораздо шире, чем просто передача головы Голиафа. Они интерпретируют фактически ненужное изображение пророка Самуила как признание Самуилом Давида в качестве будущего царя израильтян. Ионафан также показан только как наблюдатель за Саулом и Давидом, чтобы указать на его будущую дружбу с Давидом и его поддержку Давида против собственного отца. В этом отношении отсылки к другим фигурам делают Давида настоящим главным героем картины.

## Приём критиками
Впервые картина «Давид с головой Голиафа перед Саулом» была опубликована в 1909 году в журнале Burlington Magazine английским искусствоведом и критиком Клодом Филлипсом и была описана как работа Рембрандта. С тех пор её подлинность никогда не подвергалась сомнению. В каталоге Корнелиса Хофстеде де Гроота «Давид с головой Голиафа» Рембрандта уже значится под номером 34. В 1935 году Абрахам Бредиус присвоил ей номер 488. В каталоге картин Курта Бауха, опубликованном в 1966 году, «Давид, вручающий голову Голиафа царю Саулу» значится под номером 3 и признан оригиналом. За ним последовал Герсон, который также присвоил картине номер 3 в своём каталоге в 1968 году и снова включил её под номером 488 в свой пересмотренный каталог Абрахама Бредиуса. В 1982 году картина была включена «Исследовательским проектом Рембрандт» (RRP) под номером A 9 в первый том «Корпуса картин Рембрандта». Составители описали картину как очень хорошо сохранившуюся, необычную, но, несомненно, оригинальную работу Рембрандта, с подлинной подписью и датой. Кристиан Тюмпель присвоил картине номер 3 в своем электронном каталоге, в шестом томе «Корпуса» она значится под номером 8.

## Копии
Копии в более узком смысле слова неизвестны. Существует эскиз маслом на дереве, который приписывается анонимному подражателю. Картина размером 27,2 × 39,6 см почти везде написана гораздо грубее, чем эскиз Рембрандта. Кроме того, несмотря на почти одинаковый размер панно, на нём изображен только фрагмент картины от всадника на левом краю до коленопреклоненного Давида. Состояние частично скошенных краёв на обороте позволяет предположить, что первоначально эскиз был больше. Однако некоторые элементы эскиза Рембрандта отсутствуют и в сохранившейся части, например, часовой справа от палатки и многочисленные возвышающиеся копья. На сайте Кунстмузея Базеля эскиз упоминается как возможный ранний набросок Рембрандта, но дендрохронологическая экспертиза, проведенная Петером Кляйном, показала, что наиболее ранней датой использования деревянной панели является 1639 год. На расстоянии двенадцати лет от рембрандтовского «Давида, передающего голову Голиафа царю Саулу», последний может быть исключен из числа авторов по стилистическим соображениям, как и его коллега Ян Ливенс. В некоторых местах эскиза виден искусный и уверенный в себе художник. Поэтому вполне вероятно, что эскиз был сделан в помощь памяти или просто из интереса к творчеству Рембрандта. Впервые эскиз был задокументирован в коллекции французского искусствоведа и коллекционера Андре де Хевези (1882—1955) в Париже. В 1988 и 1989 годах он находился в собственности шведского актёра и арт-дилера Леннарту Лунду (1928—1997) в Париже, а в 1995 году его купил австрийско-канадский предприниматель, коллекционер произведений искусства и филантроп Альфред Бадер.
Ещё одна работа, созданная по образцу «Давида с головой Голиафа перед Саулом», упоминается исследовательской группой Рембрандта. Это деревянное панно размером 52 × 84 см, отличающееся от оригинала множеством деталей. Сцена увеличена в целом, справа добавлена процессия всадников. Однако центр изображения с главными фигурами очень близок к оригиналу. Меч Голиафа лежит на переднем плане на камне, под которым стоит поддельная подпись RHL f (?) 1644 (?). Под этой подписью находится более ранняя и теперь неразборчивая подпись. Поскольку оценка была основана только на чёрно-белой фотографии, датировать и атрибутировать работу не представляется возможным. Вероятно, это работа умеренного художника второй половины XVII века, находившегося под отдаленным влиянием Рембрандта. Картина принадлежала С. и Г. Гамп в Сан-Франциско до 1950 года. Вероятно, речь идет о магазине элитной мебели и предметов интерьера Gump’s, который был основан Соломоном и Густавом Гампами в Сан-Франциско в 1861 году и в первой половине XX века принадлежал Альфреду Л. Гампу, умершему в 1947 году. В 1964 году картина находилась в коллекции Марсмайера в Шютторфе, Нижняя Саксония. Её местонахождение неизвестно.

## Провенанс
На обратной стороне панно имеется сургучная печать с гербом баронетов Оксенденов из Дена в Кенте. По всей видимости, картина находилась в собственности семьи Оксенден в течение неопределенного периода времени. Позже она принадлежала Эйру Хасси из Мадефорда, Крайстчерч в Дорсете. 18 февраля 1909 года она была продана на аукционе Robinson, Fisher & Co. в Лондоне вместе с 46 другими картинами из английской коллекции как предполагаемая работа Гербранда ван ден Эекхаута под номером 82. Картина досталась лондонскому арт-дилеру Фрэнку Р. Ричардсону за девять с половиной гиней. 11 мая 1909 года галерея Хайнеманна в Мюнхене купила картину за 16 184,75 марок. Впоследствии картина выставлялась в Старой пинакотеке. 22 января 1916 года она была продана амстердамскому арт-дилеру Фредерику Мюллеру (Frederik Muller & Co.) за 50 000 голландских гульденов, что соответствует 98 431,82 марок (по картотеке галереи Хайнеманна) или 118 623,95 марок (по инвентарной книге).
Frederik Muller & Co. продали картину амстердамскому предпринимателю, коллекционеру произведений искусства и филантропу Августу Янссену (1864—1918), после смерти которого она попала к арт-дилеру Жаку Гудстиккеру, также в Амстердаме. С 1919 по 1927 год Гудстиккер неоднократно представлял её на выставках. За ним последовал бумажный фабрикант, коллекционер и меценат Питер Смидт ван Гельдер (1878—1956) из Бломендаля, который по документам стал владельцем картины в 1928 году, а также был назван таковым Абрахамом Брейдиусом в его каталоге 1935 года. В 1938 году картина перешла к арт-дилеру Даниэлю Кацу в Дирене, который продал её базельскому коллекционеру Максу Гельднеру (1875—1958) в 1939 году. В 1948 году Гельднер завещал картину базельскому Кунстмузею, который приобрёл её после его смерти в 1958 году.